# Batracomorphus villiersi
Batracomorphus villiersi är en insektsart som beskrevs av Rauno E. Linnavuori 1971. Batracomorphus villiersi ingår i släktet Batracomorphus och familjen dvärgstritar. Inga underarter finns listade i Catalogue of Life.